# Vuelta a España 1966
La Vuelta a España 1966, ventunesima edizione della corsa, si è svolta in diciotto tappe, prima, seconda, decima e quindicesima suddivise in due semitappe, dal 28 aprile al 15 maggio 1966, per un percorso totale di 2949,5 km. La vittoria fu appannaggio dello spagnolo Francisco Gabica, che completò il percorso in 78h53'55", precedendo i connazionali Eusebio Vélez e Carlos Echeverría.

## Tappe
| Tappa  | Data      | Percorso                            | km     | Vincitore di tappa      | Leader cl. generale   |
| ------ | --------- | ----------------------------------- | ------ | ----------------------- | --------------------- |
| 1ª-1ª  | 28 aprile | Murcia > Murcia                     | 111    | Bruno Sivilotti         | Bruno Sivilotti       |
| 1ª-2ª  | 28 aprile | Murcia > Murcia (cron. individuale) | 3,5    | José María Errandonea   | José María Errandonea |
| 2ª-1ª  | 29 aprile | Murcia > La Manga del Mar Menor     | 81     | Enzo Pretolani          | José María Errandonea |
| 2ª-2ª  | 29 aprile | La Manga del Mar Menor > Benidorm   | 153    | Ramón Mendiburu         | José María Errandonea |
| 3ª     | 30 aprile | Benidorm > Valencia                 | 148    | José Antonio Momeñe     | José Antonio Momeñe   |
| 4ª     | 1º maggio | Cuenca > Madrid                     | 177    | Valentín Uriona         | Valentín Uriona       |
| 5ª     | 2 maggio  | Madrid > Madrid                     | 181    | Carlos Echeverría       | Valentín Uriona       |
| 6ª     | 3 maggio  | Madrid > Calatayud                  | 225    | Jo de Roo               | Valentín Uriona       |
| 7ª     | 4 maggio  | Calatayud > Saragozza               | 105    | Cees Haast              | Valentín Uriona       |
| 8ª     | 5 maggio  | Saragozza > Lleida                  | 144    | Henk Nijdam             | Valentín Uriona       |
| 9ª     | 6 maggio  | Lleida > Las Colinas                | 128    | Antonio Gómez del Moral | Valentín Uriona       |
| 10ª-1ª | 7 maggio  | Sitges > Barcellona                 | 40     | Luis Otaño              | Valentín Uriona       |
| 10ª-2ª | 7 maggio  | Barcellona > Barcellona             | 49     | Henk Nijdam             | Valentín Uriona       |
| 11ª    | 8 maggio  | Barcellona > Huesca                 | 266    | Mario Zanin             | Valentín Uriona       |
| 12ª    | 9 maggio  | Huesca > Pamplona                   | 221    | Gerben Karstens         | Valentín Uriona       |
| 13ª    | 10 maggio | Pamplona > San Sebastián            | 131    | Cees Haast              | Cees Haast            |
| 14ª    | 11 maggio | San Sebastián > Vitoria             | 178    | Gregorio San Miguel     | Cees Haast            |
| 15ª-1ª | 12 maggio | Vitoria > Haro (cron. individuale)  | 61     | Francisco Gabica        | Francisco Gabica      |
| 15ª-2ª | 12 maggio | Haro > Logroño                      | 52     | Gerben Karstens         | Francisco Gabica      |
| 16ª    | 13 maggio | Logroño > Burgos                    | 116    | Henk Nijdam             | Francisco Gabica      |
| 17ª    | 14 maggio | Burgos > Santander                  | 226    | Gerben Karstens         | Francisco Gabica      |
| 18ª    | 15 maggio | Santander > Bilbao                  | 154    | Domingo Perurena        | Francisco Gabica      |
| Totale | Totale    | Totale                              | 2949,5 |                         |                       |

## Classifiche finali

### Classifica generale
| Pos. | Corridore               | Squadra    | Tempo     |
| ---- | ----------------------- | ---------- | --------- |
| 1    | Francisco Gabica        | KAS-Kaskol | 78h53'55" |
| 2    | Eusebio Vélez           | KAS-Kaskol | a 39"     |
| 3    | Carlos Echeverría       | KAS-Kasko  | a 44"     |
| 4    | Luis Otaño              | Fagor      | a 2'17"   |
| 5    | José Antonio Momeñe     | KAS-Kaskol | a 2'25"   |
| 6    | Valentín Uriona         | KAS-Kaskol | a 2'44"   |
| 7    | Antonio Gómez del Moral | KAS-Kaskol | a 3'52"   |
| 8    | Cees Haast              | Televizier | a 3'55"   |
| 9    | Angelino Soler          | Ferrys     | a 4'37"   |
| 10   | José María Errandonea   | Fagor      | a 4'40"   |

### Classifica a punti
| Pos. | Corridore           | Squadra    | Punti |
| ---- | ------------------- | ---------- | ----- |
| 1    | Jos van der Vleuten | Televizier | 147   |
| 2    | Gerben Karstens     | Televizier | 142   |
| 3    | Pasquale Fabbri     | Italia     | 105   |

### Classifica scalatori
| Pos. | Corridore           | Squadra    | Punti |
| ---- | ------------------- | ---------- | ----- |
| 1    | Gregorio San Miguel | KAS-Kaskol | 60    |
| 2    | Domingo Perurena    | Fagor      | 58    |
| 3    | Mariano Díaz        | Fagor      | 38    |